# Sououd-e-Melli
Sououd-e-Melli (perzijsko Ljudska himna) je državna himna Afganistana. Himna je postala leta 2002, po padcu Talibanov. Že prej je bila himna v času monarhije. 
Napisal jo je Suleiman Laeq (* 1930), uglasbil pa Ustad Salim Sarmast (* 1928). Besedilo himne je tudi v paštu, jeziku Paštunov.

## Besedilo
| څو چي ده ځمکه او اسمان وي څو چي دا جهان ودان وي څو چي ژوندي په دي جهان وي څو چي پاتي يو افغان وي تل به دا افغانستان وي تل دي وي افغانستان ملت تل دي وي جمهوريت تل دي وي ملي وهدت تل دي وي افغان ملي جمهوريت تل دي وي افغان ملت جمهوريت ملي وهدت ملي وهدت | Dokler sta Zemlja in nebo, dokler še svet stoji, dokler je življenje še na svetu, dokler še Afganistanec diha, bo ta Afganistan še stal. Naj dolgo živi afganistanski narod, naj dolgo živi republika. Za vedno stoji naša narodna enotnost, za vedno stojita afganistanski narod in republika, za vedno stojijo afganistanski narod, republika in narodna enotnost - narodna enotnost. |

### Prepis v latinico
So Che Da Mezaka Asman Wee
So Che Da Jahan Wadan Wee
So Che Jowand Pa De Jahan Wee
So Che Pati Yaw Afghan Wee
Tel Ba Da Afghanistan Wee
Tel De Wee Afghanistan Melat
Tel De Wee Jumhouriat
Tel De Wee Meli Wahdat
Tel De Wee Afghan Meli Jumhouriat
Tel De Wee Afghan Mellat Jumhouriat Meli Wahdat – Meli Wahdat